# Fridolin Heurich
Fridolin Heurich (* 14. September 1878 in Magdlos; † 12. Februar 1960 in Karlsruhe) war ein deutscher Politiker des Zentrums und nach 1945 der CDU.

## Leben und Beruf
Heurich war von Beruf Maurer. Schon in frühen Jahren begann er in christlichen Gewerkschaften aktiv zu werden. 1906 wurde er zunächst Gewerkschaftssekretär des Christlichen Bauarbeiterverbandes in Krefeld, sodann Bezirksleiter für Elsaß-Lothringen und ab 1914 für Oberbaden und Südwürttemberg mit Sitz in Freiburg. 1923 wurde er Bezirksleiter in Karlsruhe und 1924 Landessekretär für Südwestdeutschland. Während des Dritten Reichs war Heurich Vertreter und Hilfsarbeiter und wurde 1944 inhaftiert.

## Politik
Während der Zeit der Weimarer Republik war Fridolin Heurich als Abgeordneter des Zentrums von 1919 bis 1933 Mitglied im badischen Landtag. Ab dem Jahre 1927 war er Staatsrat und als solcher Mitglied in den badischen Regierungen Wittmann (1930 bis 1931) und Schmitt (1931 bis 1933). Mit der Machtergreifung der Nationalsozialisten verlor er sämtliche Ämter. Nach dem Ende des Zweiten Weltkriegs wurde er Erster Bürgermeister von Karlsruhe (1945 bis 1953). In diesem Amt folgte ihm Emil Gutenkunst nach. Heurich beteiligte sich an der Gründung des CDU Landesverbands Nordbaden, dessen Gebiet in den Grenzen des späteren Regierungsbezirks Nordbaden lag, und war von 1946 bis 1951 Landesvorsitzender der CDU Nordbaden. Er war Mitglied der Vorläufigen Volksvertretung für Württemberg-Baden, der Verfassunggebenden Landesversammlung Württemberg-Baden und der beiden Landtage des Landes Württemberg-Baden. Der Landtag wählte ihn in die erste Bundesversammlung, die 1949 Theodor Heuss zum Bundespräsidenten wählte.

## Ehrungen
- 1953: Großes Verdienstkreuz der Bundesrepublik Deutschland